# Saint-Léger-sous-la-Bussière
Saint-Léger-sous-la-Bussière ist eine französische Gemeinde mit 287 Einwohnern (Stand: 1. Januar 2022) im Département Saône-et-Loire in der Region Bourgogne-Franche-Comté (vor 2016 Bourgogne). Sie gehört zum Arrondissement Mâcon und zum Kanton La Chapelle-de-Guinchay (bis 2015: Kanton Tramayes). Die Einwohner werden Saint Léodégariens genannt.

## Geographie
Saint-Léger-sous-la-Bussière liegt etwa 19 Kilometer westlich von Mâcon.
Nachbargemeinden von Saint-Léger-sous-la-Bussière sind Trambly im Norden und Nordwesten, Navour-sur-Grosne im Norden, Tramayes im Osten, Deux-Grosnes im Süden, Saint-Pierre-le-Vieux im Südwesten sowie Matour im Westen.

## Bevölkerungsentwicklung
| Jahr                      | 1962 | 1968 | 1975 | 1982 | 1990 | 1999 | 2006 | 2011 | 2016 |
| Einwohner                 | 347  | 328  | 297  | 278  | 276  | 256  | 265  | 254  | 261  |
| Quelle: Cassini und INSEE |      |      |      |      |      |      |      |      |      |

## Sehenswürdigkeiten

Kirche Saint-Léger

- Kirche Saint-Léger